# Distretto di Enying
Il distretto di Enying (in ungherese Enyingi járás) è un distretto dell'Ungheria, situato nella provincia di Fejér.